# Sweets (携帯電話)
Sweets（スウィーツ）は、三洋電機株式会社 CEビジネスユニット（当時：鳥取三洋電機）が開発した、KDDIおよび沖縄セルラー電話の各auブランドのCDMA 1X対応携帯電話である。製造型番はA5510SA（えー ごーごーいちぜろ えすえー）。

## 特徴
A5507SAをベースにインダストリアルデザイナーでありプロダクトデザイナーの柴田文江がデザインしたもので、10代以下の女子ユーザーを対象とした音声通話用端末。

## 沿革
- 2005年1月25日 - KDDI、および三洋電機（大阪）より発表。
- 2005年3月22日 - 関東・関西・沖縄地区にて発売。
- 2005年3月24日 - 中部・九州地区にて発売。
- 2005年3月25日 - 上記以外の残りの地区にて発売。

## 対応サービス
- EZ「着うた」
- EZナビウォーク（センサーなし）
- ムービーメール
- EZムービー
- ティーンズモード

など

## 注
1. ↑  2012年7月23日より利用不可